# Shosei Okamoto
Shosei Okamoto (岡本 將成 Okamoto Shosei?, Toyama, 7 de abril de 2000) es un futbolista japonés que juega como defensa en el Albirex Niigata.

## Trayectoria
En 2018 se unió al Albirex Niigata de la J2 League.

## Clubes
| Club                         | País  | Año       |
| ---------------------------- | ----- | --------- |
| Albirex Niigata              | Japón | 2018-     |
| Kagoshima United FC (cedido) | Japón | 2020      |
| Mito HollyHock (cedido)      | Japón | 2021      |
| Kagoshima United FC (cedido) | Japón | 2022-2024 |